# Hawaiilira
Hawaiilira (Puffinus newelli) är en fågel i familjen liror inom ordningen stormfåglar.

## Utseende
Hawaiiliran är en rätt liten (32–38 cm) lira med svart ovansida och vit undersida. Den är mycket lik närbesläktade socorroliran, men är något större och prydligare tecknad på huvud- och halssidor, med mörkare ovansida och med mer vitt på undre stjärttäckarna. Även likaledes närbesläktade rapaliran är mycket lik, men denna är tydligt mindre med helt vita undre stjärttäckare, vitare ansikte och vitaktiga innerfan på vingpennorna.

## Utbredning och systematik
Arten häckar i Hawaiiöarna, huvudsakligen på ön Kauai, med mindre kolonier på Molokai, Hawaii och Maui, med obekräftade fynd från Oahu och Lanai. Utanför häckningstid rör den sig i östra tropiska Stilla havet.
Rapalira betraktades fram till nyligen som underart till newelli och vissa gör det fortfarande. Andra behandlar både hawaiilira och rapalira som underarter till Puffinus auricularis.

## Levnadssätt
Hawaiiliran häckar i brant och extremt oländig terräng på mellan 160 och 1200 meters höjd, vanligen i bohålor kring trädrötter som Metrosideros polymorpha och en undervegetation av ormbunken Dicranopteris linearis. Häckningssäsongen börjar i april när fåglar återvänder till häckplatserna. I början av juni lägger den ett enda ägg som ruvas i 53–54 dagar. De flesta ungar är flygga i november. Hawaiiliran häckar för första gången vid sex eller sju års ålder.
Födan är dåligt känd, men består sannolikt av fisk och bläckfisk, framför allt flygfisk och bläckfisken Sthenoteuthis oualaniensis. Arten födosöker hundratals kilometer ute till havs, ofta i stora artblandade flockar i samband med att större rovfiskar driver upp byten till ytan.

## Status och hot
Hawaiiliran har minskat mycket kraftigt och tilltagande på häckningslokalerna till följd av invasiva predatorer, habitatförsämring och orkaner. Internationella naturvårdsunionen IUCN listar den därför som akut hotad. Världspopulationen tros bestå av uppskattningsvis 10 000–20 000 vuxna individer.

## Namn
Fågelns vetenskapliga artnamn hedrar Matthias Newell (1854-1939), en amerikansk missionär verksam i Hawaii 1886-1924.